# Kamil
Kamil je moško osebno ime.

## Izvor imena
Ime Kamil izhaja iz latinskega imena Camillus v pomenu »dvorjanskega, visokega rodu«. V starem Rimu je bil camillus 
»mlad fant iz plemiške družine, ki je stregel pri daritvah bogovom«.

## Različice imena
- moška različica imena: Kamilo
- ženska različica imena: Kamila

## Tujejezikovne različice imena
- pri Angležih, Čehih, Nemcih: Kamil
- pri Francozih, Italijanih: Camillo
- pri Srbih: Камил (Kamil)

## Pogostost imena
Po podatkih Statističnega urada Republike Slovenije je bilo na dan 31. decembra 2007 v Sloveniji število moških oseb z imenom Kamil: 25.

## Osebni praznik
V koledarju je ime Kamil zapisano 14. julija (Kamil de Lellis, red. ustanovitelj, † 14. julija 1614).

## Zanimivost
Kamil de Lellis (1550 do 1614) je bil italijanski duhovnik in ustanovitelj reda kamilijancev ali bolniških strežnikov po bolnišnicah. Na redovnih oblekah nosijo rdeč križ, ki ga je od njih prvzel Rdeči križ. Kamil je zavetnik vseh ki strežejo bolnikom.